# Малышев, Александр Ильич
Алекса́ндр Ильи́ч Ма́лышев (6 августа 1902, с. Колено Аткарского уезда Саратовской губернии — 11 октября 1936, Ленинград) — советский историк-марксист, профессор, участник троцкистско-зиновьевской оппозиции.

## Биография
Отец — надзиратель в Саратовской каторжной тюрьме (умер в 1915 г.). Мать — домохозяйка. Окончил трехклассное начальное училище, с 1915 года канцелярист в Саратовской каторжной тюрьме (печатал на пишущей машинке).
В декабре 1917 года вступил в РСДРП (б). С конца 1918 года секретарь партийной ячейки, заместитель секретаря райкома, член правления профсоюза муниципальных работников в Саратове. С июня по октябрь 1919 года в отряде коммунистов участвовал в Гражданской войне. С конца того же года — на комсомольской работе: секретарь Саратовского губкома РКСМ, кандидат в члены ЦК РКСМ; по некоторым сведениям, — секретарь Сибирского бюро ЦК РКСМ. В 1921 году командирован в Москву на учёбу в лекторскую группу Коммунистического университета им. Я. М. Свердлова. В 1923 году окончил Коммунистический университет. На партийной работе в Баку: заместитель заведующего отделом агитации и пропаганды горкома Компартии Азербайджана в 1923—1925 годах, преподавал в совпартшколе и политехническом институте.
С 1925 года в Москве, слушатель Института красной профессуры, в семинаре М. Н. Покровского по истории феодализма и крепостного хозяйства. Участник троцкистско-зиновьевской оппозиции (с 1925). В марте 1928 года получил партийный выговор за оппозиционную работу.
С 1929 года в Ленинграде, научный сотрудник Ленинградского отделения Коммунистической Академии при ЦИК СССР. В 1930 году учёный секретарь, с 1932 года — заместитель директора Института истории Академии. Преподавал на историческом факультете ЛГУ (с 1934), в Ленинградском Институте красной профессуры и ЛГИЛИ / ЛИФЛИ, профессор, заведующий кафедрой истории России и народов СССР.
Жил на ул. 25 октября (Невский проспект), д.1, кв.4 (или 3).
19 января 1935 года как бывший оппозиционер был уволен из всех вузов. Исключён из ВКП(б) за активное участие в троцкистско-зиновьевской оппозиции во время обучения в Институте красной профессуры в Москве, идейные и организационные связи с оппозиционерами, привлечение к работе в ЛИФЛИ активных оппозиционеров (М. М. Цвибак, К. В. Нотман, С. Г. Томсинский и др.). 5 февраля 1935 года арестован в Москве, куда отправился хлопотать о своём деле. Постановлением Особого совещания при НКВД СССР 13 марта 1935 года был приговорён к заключению на 5 лет. Отбывал срок в Ухтпечлаге . В 1936 году было сфабриковано дело о подпольной контрреволюционной организации, руководителями которой были якобы С. Г. Томсинский и Малышев. Семи участникам группы было предъявлено обвинение в принадлежности к троцкистско-зиновьевской организации, планировавшей Убийство Кирова и других руководителей. Дело было рассмотрено в закрытом судебном заседании выездной сессии Военной коллегии Верховного Суда СССР. Расстрелян 11 октября 1936 года.

## Научная деятельность
Разрабатывал социально-экономическую историю дореволюционной России в соответствии с марксистской схемой общественно-экономических формаций. Участвовал в споре об «азиатском» способе производства, отвергая его как отдельную формацию. Считал, что феодализм в России созрел к XVI веку. По Малышеву, русский крестьянин имел натуральный облик своего хозяйства, которое было приспособлено в основном для уплаты натуральной ренты. «Крепостное право явилось тем рычагом, посредством которого помещик стимулировал крестьянские хозяйства к развитию товарно-денежных отношений». Период с XVI по первую половину XIX вв. по Малышеву — «эпоха господства торгового капитала, опиравшегося на крепостные отношения в области производства».
Был включен в состав группы по написанию школьного учебника по истории средних веков (1934).

## Семья
Сестра и брат — Мария и Павел.
Жена в 1927—1928 гг. — Ревекка Соломоновна Брейтман, член ВКП(б), сотрудница Наркомфина. Сын — Юрий.
Жена в 1930-х гг. — Вера Викторовна Михайлова (31 мая 1907 — 4 ноября 1937), из дворян, по информации НКВД — дочь тверского вице-губернатора. Журналистка, корреспондент «Известий». Училась в ЛГУ на отделении русского языка и литературы. С 1935 г. экономист монтажно-теплотехнической конторы промкомбината Свердловского райсовета в Ленинграде. Арестована 10 сентября 1936 г. Осуждена выездной сессией Военной коллегии Верховного суда в Ленинграде на 10 лет тюрьмы. Отбывала наказание в Соловках, работала на звероферме. Особой тройкой УНКВД ЛО 10 октября 1937 г. приговорена к высшей мере наказания. Расстреляна 4 ноября 1937 г. (Сандармох).

## Сочинения
- Доклад А. И. Малышева // Спорные вопросы методологии истории (Дискуссия об общественных формациях) / Под редакцией Г. Зайделя, З. Лозинского, А. Пригожина. Харьков: Пролетарий, 1930.
- Заключительное слово А. И. Малышева // Спорные вопросы методологии истории (Дискуссия об общественных формациях) / Под ред. Г. Зайделя, З. Лозинского, А. Пригожина. Харьков: Пролетарий, 1930.
- К вопросу о сущности крепостного хозяйства // Крепостная Россия. Сборник статей. Л.: Прибой, 1930.
- Крепостные отношения производства (крепостное хозяйство) 18 века в России // Книга для чтения по истории народов СССР / Под общ. ред. М. Н. Покровского. Т. 1. Редакторы В. Викторов и А. Пресняков. Харьков: Пролетарий, 1930.
- Маркс и Энгельс о России 50-х — 90-х годов // Маркс и революционное движение 19 века. Л., 1934.
- О феодализме и крепостничестве. Ч. 1 (В связи с выступлением и книгой тов. Дубровского «К вопросу о сущности „азиатского“ способа производства, феодализма, крепостничества и торгового капитала») // Историк-марксист. 1930, т. 15.
- О феодализме и крепостничестве. Ч. 2 (В связи с выступлением и книгой тов. Дубровского «К вопросу о сущности „азиатского“ способа производства, феодализма, крепостничества и торгового капитала») // Историк-марксист. 1930, т. 16.
- Краткая биография. 8ШШ932. ЦГАЛИ СПб. Ф. 9470, оп. 2, д. 1012.